# العلاقات البالاوية المارشالية
العلاقات البالاوية المارشالية هي العلاقات الثنائية التي تجمع بين بالاو وجزر مارشال.

## مقارنة بين البلدين
هذه مقارنة عامة ومرجعية للدولتين:
| وجه المقارنة                                              | بالاو                         | جزر مارشال                     |
| --------------------------------------------------------- | ----------------------------- | ------------------------------ |
| المساحة (كم2)                                             | 465                           | 181                            |
| عدد السكان (نسمة)                                         | 21.73 ألف                     | 53.13 ألف                      |
| الكثافة السكانية (ن./كم²)                                 | 4.67 ألف                      | 29.35 ألف                      |
| العاصمة                                                   | نغيرولمود، كورور              | ماجورو                         |
| اللغة الرسمية                                             | لغة إنجليزية، اللغة البالاوية | لغة إنجليزية، اللغة المارشالية |
| العملة                                                    | دولار أمريكي                  | دولار أمريكي                   |
| الناتج المحلي الإجمالي (بليون دولار)                      | 291.54 مليون                  | 199.40 مليون                   |
| الناتج المحلي الإجمالي (تعادل القوة الشرائية) بليون دولار | 326.12 مليون                  | 207.25 مليون                   |
| الناتج المحلي الإجمالي الاسمي للفرد دولار أمريكي          | 13.50 ألف                     | 3.38 ألف                       |
| الناتج المحلي الإجمالي للفرد دولار أمريكي                 | 14.76 ألف                     | 3.80 ألف                       |
| مؤشر التنمية البشرية                                      | 0.780                         |                                |
| رمز المكالمات الدولي                                      | +680                          | +692                           |
| رمز الإنترنت                                              | .pw                           | .mh                            |
| المنطقة الزمنية                                           | ت ع م+09:00                   | ت ع م+12:00                    |

## منظمات دولية مشتركة
يشترك البلدان في عضوية مجموعة من المنظمات الدولية، منها:
| علم المنظمة | اسم المنظمة                                 | تاريخ انضمام بالاو | تاريخ انضمام جزر مارشال |
| ----------- | ------------------------------------------- | ------------------ | ----------------------- |
|             | مجموعة دول أفريقيا والكاريبي والمحيط الهادئ | ?                  | ?                       |
|             | مؤسسة التنمية الدولية                       | 16 ديسمبر 1997     | 19 يناير 1993           |
|             | الأمم المتحدة                               | 15 ديسمبر 1994     | 17 سبتمبر 1991          |
|             | البنك الدولي للإنشاء والتعمير               | 16 ديسمبر 1997     | 21 مايو 1992            |
|             | بنك التنمية الآسيوي                         | 2003               | 1990                    |
|             | منظمة حظر الأسلحة الكيميائية                | ?                  | ?                       |
|             | مؤسسة التمويل الدولية                       | 16 ديسمبر 1997     | 23 سبتمبر 1992          |
|             | تحالف الدول الجزرية الصغيرة                 | ?                  | ?                       |
|             | يونسكو                                      | 20 سبتمبر 1999     | 30 يونيو 1995           |